# Bolko 1. den Strenge
Bolko (Bolesław) 1. den Strenge også kendt som den rå eller af Jawor (polsk: Bolko I Surowy eller Srogi eller Jaworski; tysk: Bolko I. fra Schweidnitz ; (1252/56 – 9. november 1301), var en hertug af Lwówek (Löwenberg) 1278–81 (med sin bror som medhersker) og Jawor (Jauer)) efter 1278 (med sin bror som medhersker indtil 1281), eneste hertug af Lwówek efter 1286, hertug af Świdnica-Ziębice fra 1291.

## Biografi
Bolko 1. var den næstældste søn af Bolesław 2. Rogatka, hertug af Legnica og Hedvig (Jadwiga) af Anhalt. Indtil faderens død optræder Bolko meget sjældent i kilderne, fordi han formentlig stadig var for ung til at deltage aktivt i Bolesław Rogatkas eventyrlige politik. Vi kan kun antage, at han deltog i det sejrrige Slaget ved Stolec i foråret 1277.
Bolesław 2. døde den 26. december 1278. Bolko 1. og hans yngre bror Bernhard 1. (Jauer-Löwenberg) arvede Jawor (Jauer) og Lwówek (Löwenberg) som medherskere, og deres ældre bror Henrik 5. (Schlesien) beholdt Legnica. I 1281 delte Bolko 1. og Bernard deres domæner: Bernard beholdt Lwówek, og Bolko 1. blev enehersker over Jawor.